# Коупміш (Мічиган)
Коупміш (англ. Copemish) — селище (англ. village) в США, в окрузі Меністі штату Мічиган. Населення — 195 осіб (2020).

## Географія
Коупміш розташований за координатами 44°28′54″ пн. ш. 85°55′30″ зх. д. / 44.48167° пн. ш. 85.92500° зх. д. (44.481698, -85.925029).  За даними Бюро перепису населення США в 2010 році селище мало площу 2,53 км², з яких 2,42 км² — суходіл та 0,11 км² — водойми.

## Демографія
Згідно з переписом 2010 року, у селищі мешкали 194 особи в 78 домогосподарствах у складі 53 родин. Густота населення становила 77 осіб/км².  Було 109 помешкань (43/км²).
Расовий склад населення:
| - 93,3 % — білих - 1,5 % — корінних американців - 5,2 % — осіб інших рас |

До двох чи більше рас належало 0,0 %. Частка іспаномовних становила 13,4 % від усіх жителів.
За віковим діапазоном населення розподілялося таким чином: 21,6 % — особи молодші 18 років, 64,0 % — особи у віці 18—64 років, 14,4 % — особи у віці 65 років та старші. Медіана віку мешканця становила 42,8 року. На 100 осіб жіночої статі у селищі припадало 110,9 чоловіків;  на 100 жінок у віці від 18 років та старших — 100,0 чоловіків також старших 18 років.
Середній дохід на одне домашнє господарство  становив 31 641 долар США (медіана — 24 063), а середній дохід на одну сім'ю — 41 770 доларів (медіана — 33 750). За межею бідності перебувало 26,1 % осіб, у тому числі 44,4 % дітей у віці до 18 років та 11,5 % осіб у віці 65 років та старших.
Цивільне працевлаштоване населення становило 57 осіб. Основні галузі зайнятості: роздрібна торгівля — 31,6 %, будівництво — 17,5 %, мистецтво, розваги та відпочинок — 12,3 %, освіта, охорона здоров'я та соціальна допомога — 12,3 %.